# شینجی هیگوچی
شینجی هیگوچی (به ژاپنی: 樋口真嗣) (زادهٔ ۲۲ سپتامبر ۱۹۶۵) فیلم‌نامه‌نویس و کارگردان اهل ژاپن است. 